# 奥伯恩布赖特
奥伯恩布赖特是德国巴伐利亚州的一个市镇。总面积9.84平方公里，总人口1712人，其中男性821人，女性891人（2011年12月31日），人口密度174人/平方公里。